# Radan vojvoda
Radan vojvoda (bulgariska: Радан войвода) är ett distrikt i Bulgarien.   Det ligger i kommunen Obsjtina Văltjidol och regionen Oblast Varna, i den nordöstra delen av landet, 300 km öster om huvudstaden Sofia.
Trakten runt Radan vojvoda består till största delen av jordbruksmark. Runt Radan vojvoda är det ganska glesbefolkat, med 30 invånare per kvadratkilometer.